# یوری چسنوکوف
یوری چسنوکوف (روسی: Юрий Борисович Чесноков؛ ۲۲ ژانویهٔ ۱۹۳۳ – ۳۰ مهٔ ۲۰۱۰) بازیکن والیبال اهل اتحاد جماهیر شوروی سوسیالیستی بود.
وی در مسابقات کشوری و بین‌المللی در مجموع برندهٔ ۳ مدال طلا شده‌است.